# Церінг Дорджи
Церінг Дорджи (нар. 11 вересня 1995, Рамджарг, Трашіянгце, Бутан) — бутанський футболіст, півзахисник клубу «Паро» та національної збірної Бутану.

## Клубна кар'єра
Церінг розпочав займатися футболом у 2004 році, натхненником хлопця був його батько. У 2008 році підписав перший дорослий контракт з «Транспорт Юнайтед», одним з найпопулярніших клубів країни.
З 2012 по 2014 рік виступав за «Уг'єн Академі», разом з яким вперше в кар'єрі виграв національний чемпіонат. З 2015 по 2016 рік виступав за «Друк Юнайтед» та «Тертонс». У 2017 році підсилив «Тхімпху Сіті».
20 грудня 2018 року було оголошено, що Дорджи приєднається до «Сауз Юнайтед» з Другого дивізіону І-Ліги, проте на початку 2019 року опинився в «Аїджалі» з І-Ліги. Заграти в Індії не зумів й вже незабаром повернувся до Бутану, де підписав контракт з «Паро».

## Кар'єра в збірній
У футболці національної збірної дебютував 12 березня 2011 року в поєдинку проти Шрі-Ланки. 3 березня 2015 року у переможному (1:0) поєдинку кваліфікації чемпіонату світу 2018 проти ланкійської збірної. Ця перемога стала першою для Бутану в кваліфікаційних поєдинках чемпіонату світу. Ще три м'ячі Дорджи забив у трьох поєдинках проти Мальдів.

### Голи в збірній
| №  | Дата            | Місце                                             | Суперник  | Рахунок | Результат | Змагання                           |
| -- | --------------- | ------------------------------------------------- | --------- | ------- | --------- | ---------------------------------- |
| 1. | 12 березня 2015 | Сугатхадаса, Коломбо, Шрі-Ланка                   | Шрі-Ланка | 1–0     | 1–0       | кваліфікація чемпіонату світу 2018 |
| 2. | 8 жовтня 2015   | Чанглімітанг, Тхімпху, Бутан                      | Мальдіви  | 1–4     | 3–4       | кваліфікація чемпіонату світу 2018 |
| 3. | 24 грудня 2015  | Грінфілд Інтернешнл Стедіум, Індія                | Мальдіви  | 1–1     | 1−3       | Чемпіонат Південної Азії 2015      |
| 4. | 29 березня 2016 | Національний стадіон, Мале, Мальдіви              | Мальдіви  | 2–1     | 2–4       | 2018 FIFA World Cup qualification  |
| 5. | 6 червня 2019   | Чанглімітанг, Тхімпху, Бутан                      | Гуам      | 1–0     | 1–0       | кваліфікація чемпіонату світу 2022 |
| 6. | 29 вересня 2019 | Національний стадіон Бангабанду, Дакка, Бангладеш | Бангладеш | 1–2     | 1–4       | Товариський матч                   |

## Досягнення
- Національна ліга Бутану
  -  Чемпіон (2): 2013, 2016
- Срібний призер Південноазійських ігор: 2019